# Abatskoje
Abatskoje (russisch Аба́тское) ist ein Dorf (selo) in der Oblast Tjumen in Russland mit 7959 Einwohnern (Stand 14. Oktober 2010).

## Geographie
Der Ort liegt gut 300 km Luftlinie ostsüdöstlich des Oblastverwaltungszentrums Tjumen im südlichen Teil des Westsibirischen Tieflands. Er befindet sich am linken Ufer des Ischim oberhalb der Einmündung der Kiternja.
Abatskoje ist Verwaltungszentrum des Rajons Abatski sowie Sitz der Landgemeinde Abatskoje selskoje posselenije, zu der außerdem die sieben Dörfer Bobylsk (6 km nordöstlich), Jerjomina (6 km nördlich), Kareglasowa (2 km nördlich), Kokui (9 km südwestlich), Retschkunowa (12 km westnordwestlich), Schipunowa (9 km nordwestlich) und Starowjatkina (11 km nördlich) gehören.

## Geschichte
Das Dorf geht auf die 1680 errichtete militärische Befestigung Abazki ostrog zurück. 1695 entstand dort eine gleichnamige Sloboda (Abazkaja sloboda). Später bürgerte sich die heutige Schreibweise des Ortsnamens ein.
Im November 1923 wurde Abatskoje Verwaltungssitz eines nach ihm benannten Rajons. Von 1964 bis 1992 besaß der Ort als Abatski den Status einer Siedlung städtischen Typs.

### Bevölkerungsentwicklung
| Jahr | Einwohner |
| ---- | --------- |
| 1897 | 1484      |
| 1939 | 2441      |
| 1959 | 3366      |
| 1970 | 5752      |
| 1979 | 7424      |
| 1989 | 8578      |
| 2002 | 8248      |
| 2010 | 7959      |

Anmerkung: Volkszählungsdaten

## Verkehr
Unmittelbar südlich an Abatskoje führt die föderale Fernstraße R402 von Tjumen nach Omsk vorbei. In nördlicher Richtung zweigt dort die Regionalstraße 71N-101 ins benachbarte Rajonzentrum Wikulowo ab. Nach Süden verläuft die 71N-103 ins etwa 50 km entfernte Masljanski, wo sich an der Transsibirischen Eisenbahn die nächstgelegene Bahnstation Masljanskaja befindet.

## Söhne und Töchter des Orts
- Ludmila Korjakowa (* 1947), Prähistorikerin und Hochschullehrerin